# Лещинский, Адам Брониславович
Адам Брониславович Лещинский (белор. Адам Браніслававіч Ляшчынскi; 24 декабря 1920 — 8 сентября 2006) — участник Великой Отечественной войны, командир батареи самоходных установок СУ-122 1450-го самоходно-артиллерийского полка (10-й Днепровский танковый корпус, 40-я армия, Воронежский, затем 1-й Украинский фронт), лейтенант. Герой Советского Союза (1944). 

## Биография
Родился 24 декабря 1920 года в деревне Якубовичи ныне Копыльского района Минской области БССР (ныне Республика Беларусь) в многодетной крестьянской семье. Белорус. Окончил 7 классов школы, затем курсы трактористов. Работал трактористом в Копыльской МТС. С 1936 года обучался на курсах старших механиков МТС. В Красной Армии с 1940 года. Проходил службу в 35–ом танковом полку 18-й танковой дивизии, которая дислоцировалась в городе Калуга. 6 декабря 1940 года принял военную присягу.
В Великой Отечественной войне участвовал с июля 1941 года. Механик-водитель танка Т-26 5-й танковой бригады 33-й армии. В составе Западного фронта принимал участие в оборонительных боях на территории Витебской области Белоруссии, в Смоленском сражении и битве под Москвой. В 1942 году окончил ускоренный курс Чкаловского танкового училища (ныне — город Оренбург), в 1943 году — 2-е Киевское артиллерийское училище. По окончании учёбы назначен командиром батареи самоходных установок СУ-122 1450-го самоходно-артиллерийского полка в звании лейтенанта. Воевал в составе Воронежского и 1-го Украинского фронтов. Участвовал в Курской битве, освобождении Левобережной Украины и битве за Днепр. Экипаж самоходной установки Адама Лещинского уничтожил 3 вражеских танка.
23 октября 1943 года участвовал в прорыве обороны противника на Букринском плацдарме на правом берегу реки Днепр. Прорвавшись в первую линию траншей врага в районе села Ходоров (ныне Мироновский район Киевской области, Украина), начал уничтожать гитлеровцев огнём и гусеницами. После того как самоходное орудие СУ-122 было подбито, Адам Лещинский, несмотря на ранение, продолжил бой гранатами и автоматным огнём. Батарея под Командованием Адама Лещинского в тот день уничтожила 2 танка, 2 орудия, 4 пулемёта и до роты пехоты, разрушила 6 дзотов.
Представлен к награждению званием Героя Советского Союза за героизм, проявленный при форсировании Днепра и удержании плацдарма на его правом берегу. Указом Президиума Верховного Совета СССР «О присвоении звания Героя Советского Союза генералам, офицерскому, сержантскому и рядовому составу Красной Армии» от 10 января 1944 года за «образцовое выполнение боевых заданий командования на фронте борьбы с немецко-фашистскими захватчиками и проявленные при этом отвагу и геройство» удостоен звания Героя Советского Союза с вручением ордена Ленина и медали «Золотая Звезда» (№ 3236).
В 1946 году окончил Высшую офицерскую школу самоходной артиллерии. Прослужив в Советской армии ещё 2 года, в 1948 году майор вышел в запас. Трудился бригадиром тракторной бригады Рудавковской МТС Несвижского района. Затем обучался на курсах повышения квалификации при Белорусской сельскохозяйственной академии в г. Горки Могилевской области, после которых работал директором Дятловской РТС, Скидельской белсельхозтехники.
В 1957 году окончил заочное отделение Воронежского сельскохозяйственного института. После этого работал в системе предприятий «Сельхозтехника», занимая руководящие должности в Дятловском, Зельвенском и Гродненском районах. Затем занимал должности старшего инженера по технике безопасности и директора турбазы «Нёман». В 1980 году вышел на пенсию. Жил в городе Гродно. Умер 8 сентября 2006 года.

## Награды и звания
- Медаль «Золотая Звезда» Героя Советского Союза (10.01.1944).
- Орден Ленина (10.01.1944).
- Орден Красного Знамени (13.02.1942).
- Орден Отечественной войны I степени (11.03.1985).
- Орден «За службу Родине» III степени (Указ Президента Республики Беларусь от 15.04.1999)[3].

## Память
- Занесён в Книгу Славы Гродненской области.